# Pilchowice (Silezië)
Pilchowice is een dorp in het Poolse woiwodschap Silezië, in het district Gliwicki. De plaats maakt deel uit van de gemeente Pilchowice en telt 2906 inwoners.

## Verkeer en vervoer
- Station Pilchowice (gesloten)
- Station Pilchowice Bierawka (gesloten)